# Billwerder

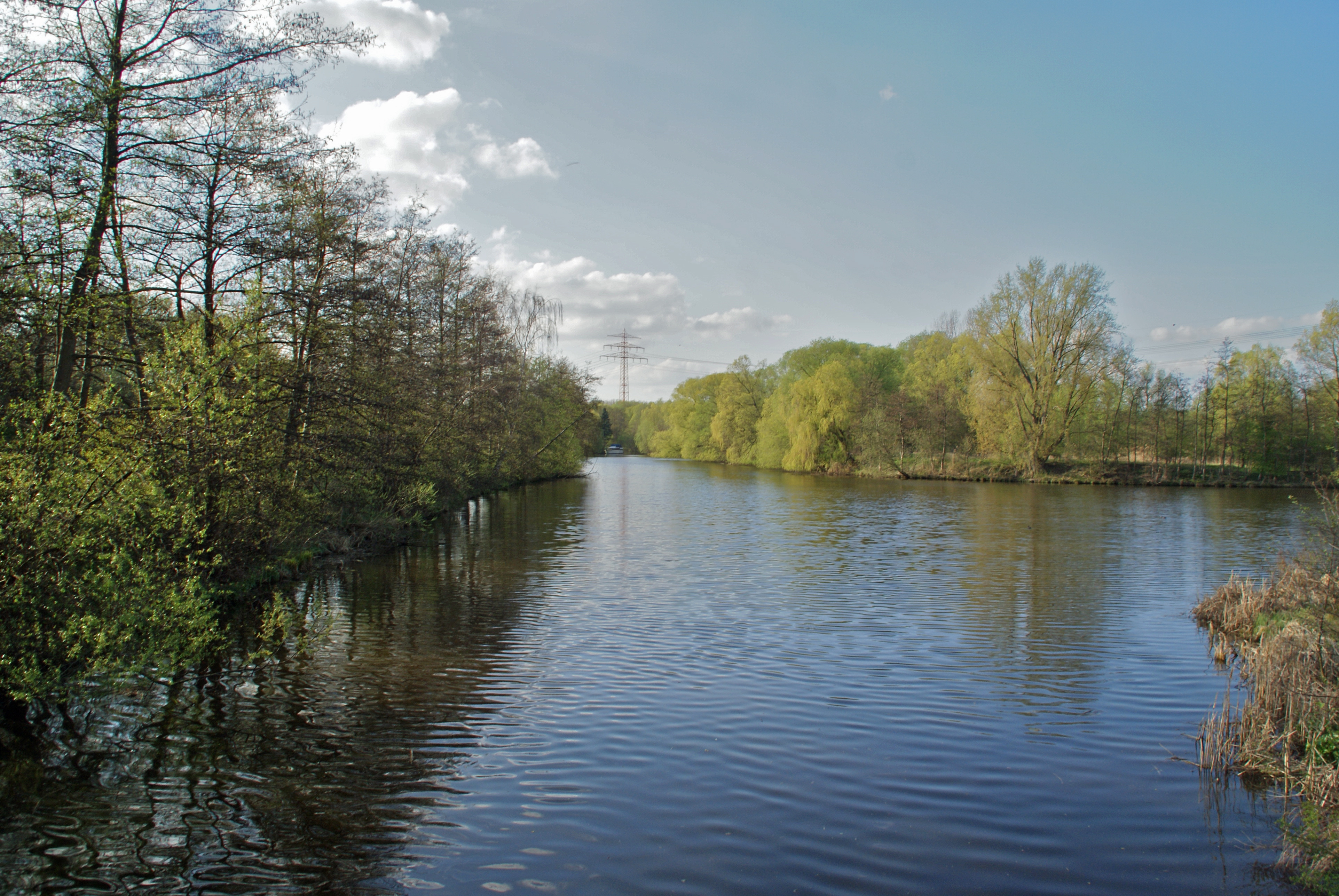
Desembocadura de l'Steenbeek (dreta) al Bille

Billwerder (en baix alemany Billwarder) és un barri (Stadtteil) de la ciutat estat d'Hamburg a Alemanya al districte de Bergedorf. Té 1323 habitants.

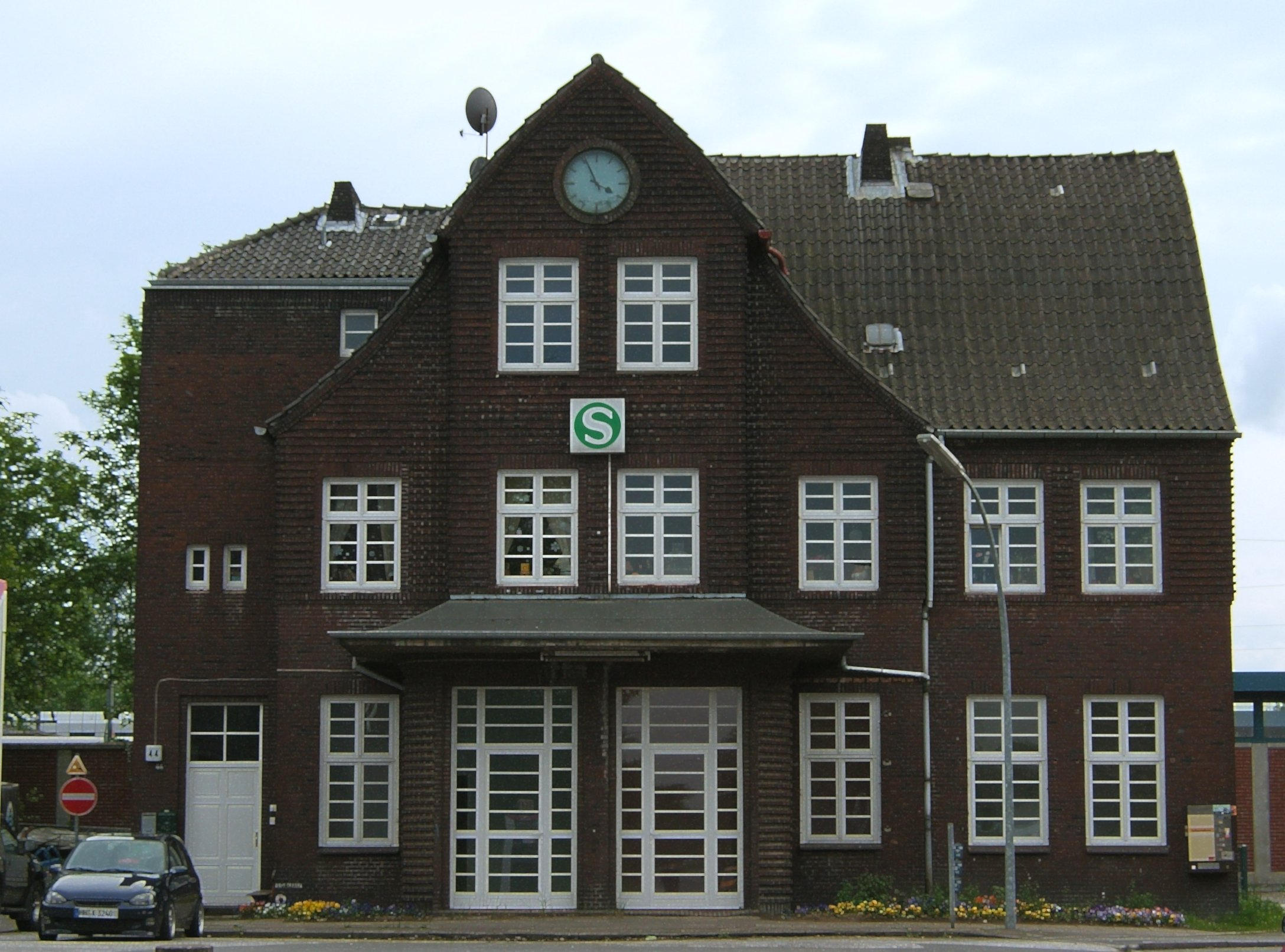
Estació del metro Mittlerer Landweg de la línia S2/S21 de l'HVV

El primer esment escrit Bilnawerthere data del 1162 el seu nom significa illa fluvial (=werder) del Bille. La ciutat d'Hamburg va comprar el barri i els altres Marschlande, el 1395 i per a protegir el seu comerç a l'Elba. Va construir dics i excavar wetterns per a assecar els prats húmids i transforma'ls a pòlders cultivables, protegits de la marea i de les marejades.
L'illa Billwerder és més llarga que l'actual barri del mateix nom. La punta occidental, el Billwarder Utslag va passar al barri Rothenburgsort. El 1913, el quarter Billbrook, aleshores recentment industrialitzat, va esdevenir un barri independent i passar al districte d'Hamburg-Mitte.

## Llocs d'interès
- El museu de la laca i de la pintura[5]
- El parc natural Boberger Niederung
- L'església de la Nicolau de Mira, una església barroca construïda de maons
- El camins al dic al Bille

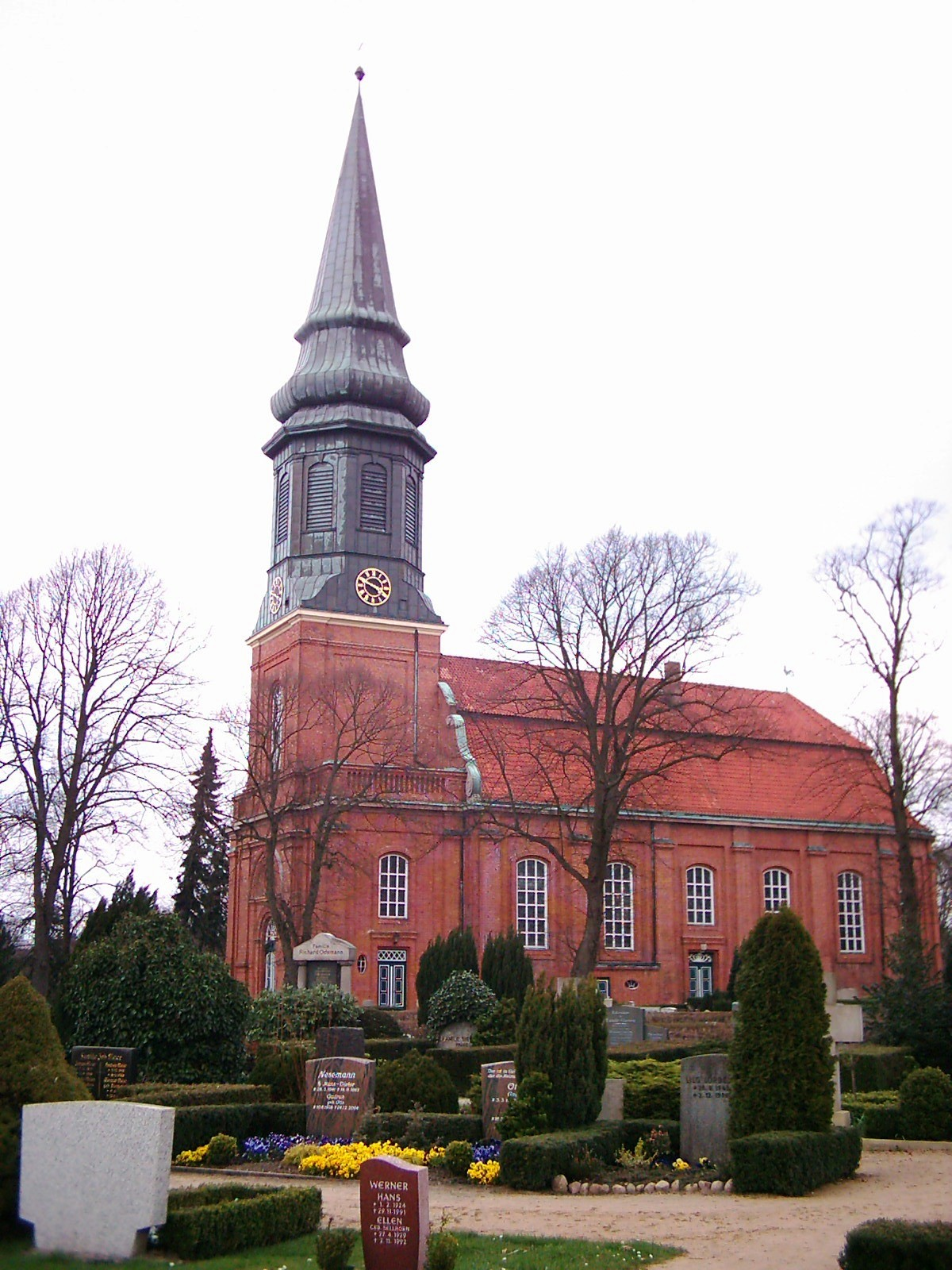
Església de Nicolau de Mira
El museu de la laca i de la pintura: Façana oest
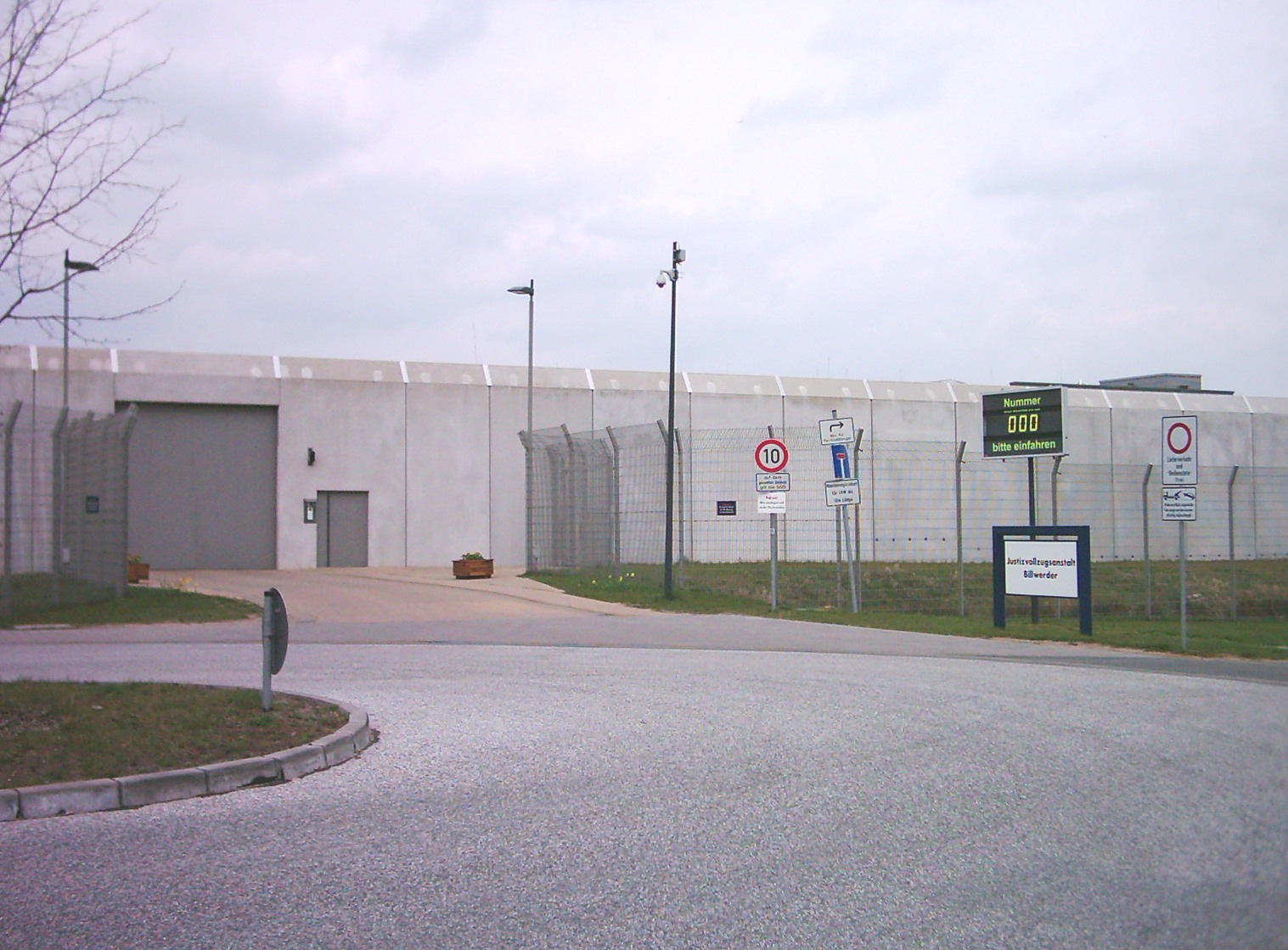
La presó de Billwerder
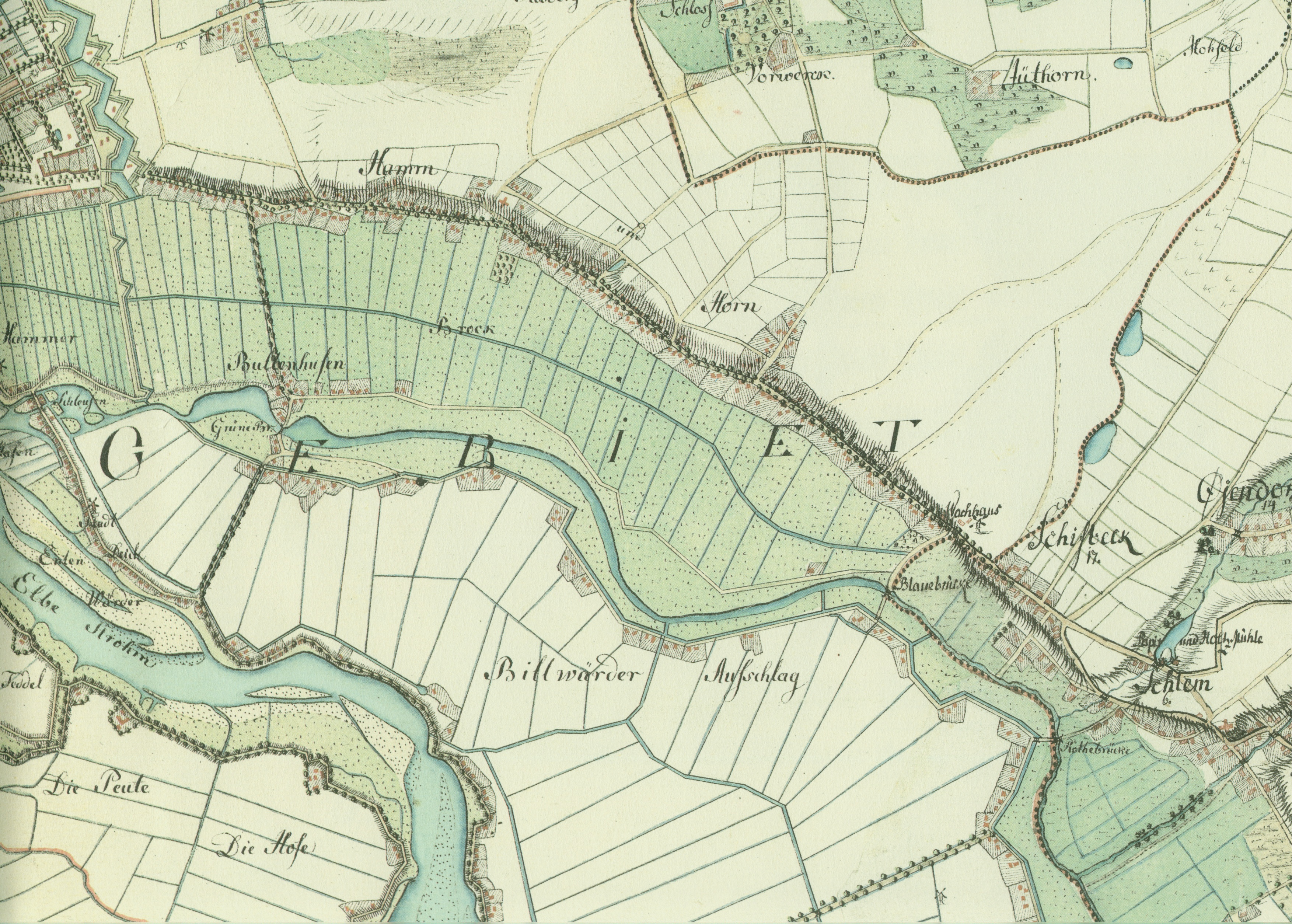
El Billwarder Utslag el 1789